# 東洋拓殖
東洋拓殖株式會社（とうようたくしょく、朝：동양 척식 주식회사、英：Oriental Development Company）は、日露戦争後の1908年（明治41年）12月18日に設立され、1945年（昭和20年）の第二次世界大戦の終結まで、京城府及び満洲国、モンゴル、樺太、南洋諸島、ミクロネシアに存在した、日本の朝鮮統治時代に朝鮮における拓殖資金の供給および拓殖事業を目的とした大日本帝国の特殊会社である。通称、東拓。
戦前の日本における南満洲鉄道株式会社（満鉄）と並ぶ二大国策会社であり、大東亜共栄圏内の植民地政策に関して特権的な利権を保有しており、北はソビエト連邦国境から南は南方諸島まで、関連会社・子会社は85社を超えた。終戦時、朝鮮に所有していた土地は25万町歩に及び、朝鮮最大の地主であった。

## 沿革

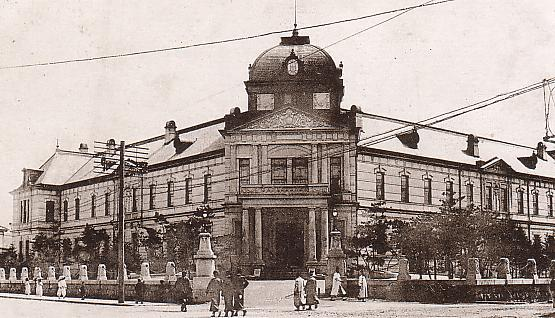
東洋拓殖株式会社京城本社。戦後は国防部の施設として使われたのちに1972年に解体され、跡地にはハナ銀行の本社ビルが建つ

### 東拓設立構想
東洋拓殖は、1908年（明治41年）12月18日制定の東洋拓殖株式会社法（東拓法）を根拠法とし、日本統治時代の朝鮮における日本農民の植民事業を推進することを目的として設立された。
設立時の資本金は20万株で1000万円であった。韓国政府現物出資（土地）分6万株および役員持株千株を除く13万9000株が同年11月公募され、対象とされた日朝両民族による応募額は、35倍を超える466万5000株に達した。
東洋拓殖の歴史は殖民団体たる「東洋協会」の作成案（東拓設立要綱）にまでさかのぼることが出来る。桂太郎が中心人物となったこの東洋協会の案が政府内部で審議され始め、1908年2月に「東拓創立調査会」が発足。委員長の岡野敬次郎（内閣法制局長）、勝田主計（大蔵省理財局長）、児玉秀雄（総督府書記官）の主導の下に骨格が作られた。この動きに対して韓国統監（当時）の伊藤博文が、東拓の役員・出資者に韓国人を入れることを旨とする大韓帝国政府との共同出資案を創立調査会に告げ、また韓国王室との日韓民間の半官半民資本の共同出資により設立され、初代総裁には宇佐川一正（陸軍中将）が赴任した。
設立委員会には豊川良平（三菱合資会社銀行部総裁）、中野武営（関西銀行総裁）、韓相龍（漢城銀行総務長）ら財界や韓国側からも参加して、国家資本輸出と密着して植民地投資が展開されていく尖兵となった。こうして政府が創立から8年間に毎年30万円の補助金交付、社債の保証を始めとした保護を含めた国策会社となった。

### 農業・工業・鉄道・電力
初期東拓の合弁事業投資の柱となったのは「東亜勧業」（農業投資）、「満蒙毛織」（工業投資）、「天図軽便鉄道」（鉄道投資）、「北満電気」（電力投資）の4つの柱であった。
当初は漢城（日韓併合後京城に改名、現在のソウル特別市）に本店を置き、朝鮮の土地5700町歩を所有して、日本からの移民と開拓をその事業として掲げた。会社発足当初から、政府の補助金も受けて土地の買収を進め、土地調査事業（1910年～1918年）で日本が買収した土地のうちから1万1400町歩が現物出資されるなどし、一部朝鮮農民の反撥も受けて買収が停滞するものの、1919年には7万8000町歩（全耕作面積の約1.8%）を保有した。
東洋拓殖の日本人移民事業は挫折したが、買収した土地で朝鮮人の小作を雇い、地主兼金融業を中心業務とするようになった。そのため、日本の敗戦に至るまで朝鮮における最大の地主となり、1937年には小作人7万8667人を擁した。また、皇室が同社の株を所有していたことも含め、第1次世界大戦期以降は朝鮮企業52社の株式を保有し、名実とも日本の朝鮮経営の中心となった。
また、移民事業では日韓併合後の明治43年（1910年）には14万人を数え、その後日本からの移民が大正6年（1917年）には33万人に達した。次いで寺内正毅の鮮満一体化（いわゆる北進論）の掛け声と共に朝鮮人の満洲入植を図ったが、住民の抵抗を受け行き詰まり、経営破綻を経て、フランス・米国向けの社債発行も伴って、ブラジル・南洋群島への日本人移民に投資した。
大正6年（1917年）に東拓法が改正され、本店が東京に移される。と共に満洲、モンゴル、華北、南洋諸島にまでその営業範囲を広げた。

### 植民地進出

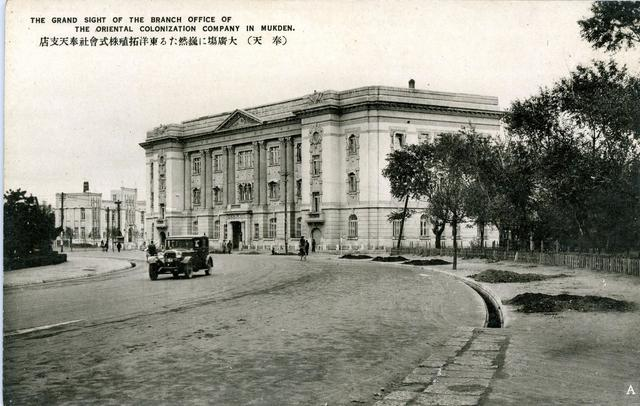
奉天支店

創業期における東拓株主の構成は「日韓共同事業」的色彩の中に皇室による持株支配が徹底していたが、昭和初期に入ると三井銀行や岩崎久弥（三菱財閥総帥）、安田善次郎（安田財閥総帥）、大倉喜八郎（大倉財閥総帥）、山本条太郎（三井物産常務）が群小株主となり、経営に関して微々たる地位を占め始めた。東拓金融部門においては不動産評価の理論体系が形成され、これと同時に朝鮮農工銀行の発行する農工債券の引受もすることになっていた。不動産金融による農業資金供給の制度を導入した効果は、低利資金供給のさきがけをつくり、日本資本主義の内部に帝国主義的独占が形成されることとなった。
1912年に成立するまで社債発行は困難を極め、事業計画全般を制限した。1913年3月、日仏銀行（仏:Banque Franco-Japonaise, パリバ・日本興業銀行・インドシナ銀行が創設）が1935万円を引受けた。南洋興発発足から募集が積極性を増した。1923年3月、ナショナルシティ銀行が3991.9万円を引受けた。1928年11月、またナショナルシティ銀行が再び同額を引受けた。
こうした資金と横浜正金銀行を後ろ盾に満洲国へ関東都督府（関東庁）、朝鮮総督府、南満洲鉄道と一体になって進出。ハルビン・大連・奉天等の植民都市建設計画を構想し、また日本軍監理下にあった中東鉄道を乗り換えて日本軍占領下のシベリア半島を視察。シベリア撤兵とソビエト連邦の成立によって、東拓は営業に乗り出す。以後、営業区域を関東州・満洲（中国東北部）・蒙古・華北・南洋諸島に拡大し、更にマライ半島の開発にも乗り出した。
1943年時点でバンジャルマシン（蘭印拓殖会社）とジョホール（英領マラヤ）のゴムプランテーションを直営していた。

### GHQによる整理
第二次世界大戦敗戦後の9月30日、GHQは日本政府に対し「植民地銀行、外国銀行及び特別戦時機関の閉鎖」に関する覚書を交付。この覚書に基づき、東洋拓殖会社の即時閉鎖（閉鎖機関）が決定された。旧東拓所有の不動産等は、昭和22年（1947年）在朝鮮アメリカ陸軍司令部軍政庁によって設置された新韓公社の管理下に移され、その後1948年3月22日に中央土地行政処へ改組の上で農地改革を迎えることとなる。

## 歴代総裁

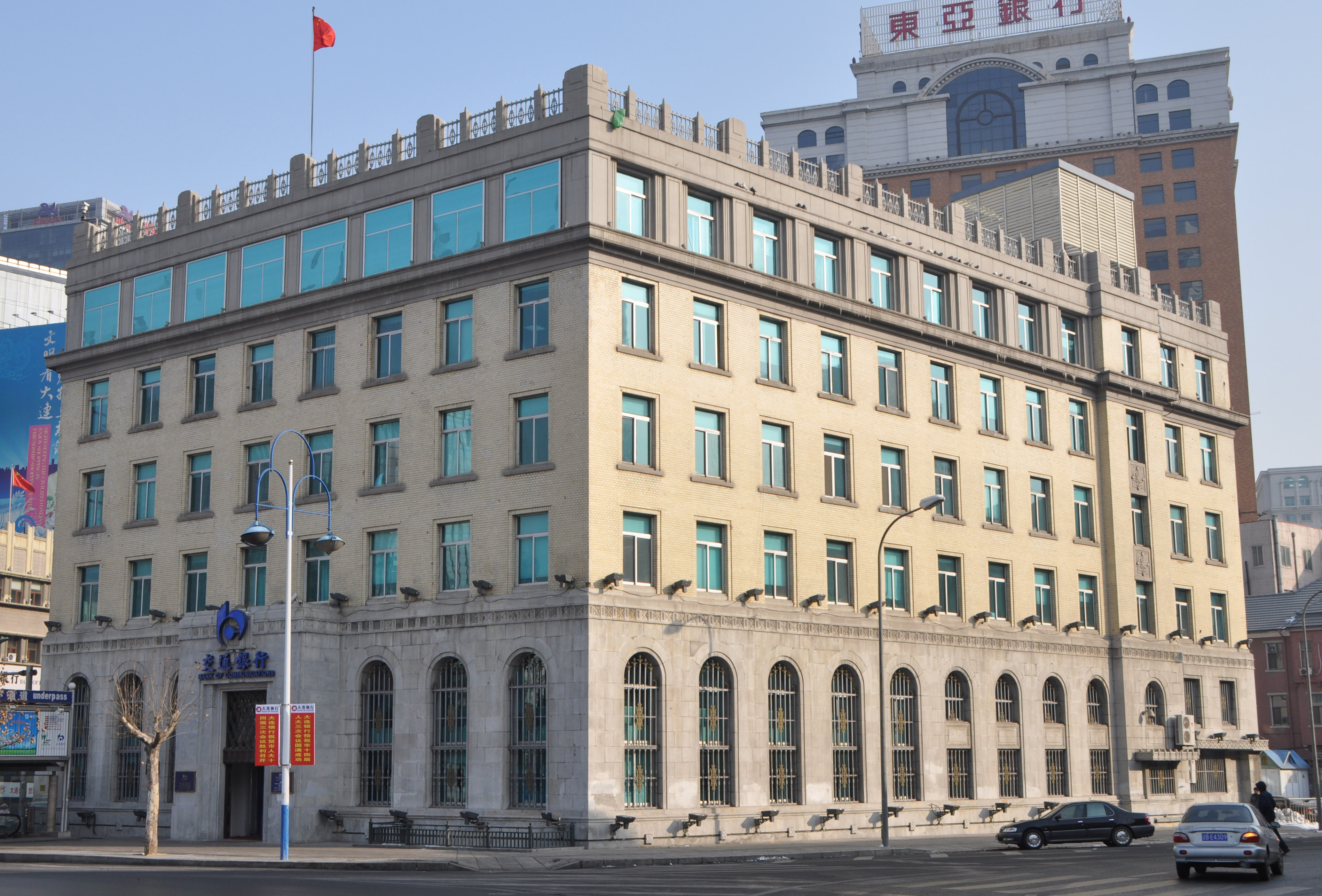
旧、東洋拓殖・大連支店（現、交通銀行・大連市分行）

| 代 | 氏名 | 氏名         | 在任期間                                        | 出身地 | 出身校             | 前職・備考など      |
| -- | ---- | ------------ | ----------------------------------------------- | ------ | ------------------ | ------------------- |
| 1  |      | 宇佐川一正   | 1908年12月28日 - 1913年12月27日                 | 山口県 | 陸軍戸山学校       | 陸軍中将 男爵       |
| 2  |      | 吉原三郎     | 1913年12月28日 - 1916年10月21日                 | 上総国 | 帝国大学法科大学   | 内務次官            |
| 3  |      | 石塚英蔵     | 1916年10月21日 - 1923年12月27日                 | 福島県 | 帝国大学法科大学   | 台湾総督 枢密顧問官 |
| 4  |      | 久保田政周   | 1914年11月8日 - 1925年1月22日                   | 東京府 | 東京帝国大学独法科 | 東京府知事          |
| 5  |      | 池邊龍一     | 1925年1月22日 - 1925年4月11日（扱）             | 東京府 | 東京高等商業学校   | 内閣総理大臣秘書官  |
| 6  |      | 渡辺勝三郎   | 1925年4月11日 - 1928年12月18日                  | 岡山県 | 帝国大学法科大学   | 宮中顧問官          |
| 7  |      | 宮尾舜治     | 1928年12月28日 - 1930年12月5日                  | 新潟県 | 帝国大学法科大学   | 帝都復興院副総裁    |
| 8  |      | 菅原通敬     | 1930年12月5日 - 1932年3月9日                    | 陸奥国 | 帝国大学法科大学   | 枢密顧問官          |
| 9  |      | 高山長幸     | 1932年3月9日 - 1936年12月21日                   | 伊予国 | 慶應義塾大学       | 立憲政友会院内総務  |
| 10 |      | 安川雄之助   | 1936年12月21日 - 1939年5月19日                  | 京都府 | 大阪高等商業学校   | 三井合名会社理事    |
| 11 |      | 佐々木駒之助 | 1939年5月19日 - 1945年6月13日                   | 秋田県 | 慶應義塾大学理財科 | 貴族院勅選議員      |
| 12 |      | 池邊龍一     | 1945年6月13日 - 1945年9月30日（閉鎖・戦後処理） | 同上   | 同上               | 同上                |

## 特殊な子会社と事業

### アマゾニア産業
- アマゾニア産業
  - アマゾン川流域の移住植民・拓殖事業。南米拓殖株式会社関連企業。アマゾニア産業研究所を設置。

### 朝鮮鴨緑江水力発電・江界水力電気
- 朝鮮鴨緑江水力発電
- 江界水力電気
  - 朝鮮総督府、満洲国政府により朝鮮鴨緑江・満洲鴨緑江の2発電会社を設立。両社共同により鴨緑江、図们江流域の水力発電を行う。長津江・禿魯江流域の水力発電を目的に森裏昶との共同事業として設立。主に朝鮮製鉄へ電力を供給。

### 樺太開発
- 樺太開発
  - サハリン（樺太）の鉱業・林業・農業・畜産業。東拓本社直轄事業の樺太の石炭液化事業を継承して国策会社として設立。

### その他
- 東省実業
- 満蒙毛織
- 南洋興発
- 東拓土地建物
- 朝鮮都市経営
- 東拓鉱業
- 大同酒精
- 日本無水酒精特許
- 朝鮮無水酒精
- 天津紡績公司
- 長城炭鉱鉄道

- 朝鮮亜鉛鉱業
- 飛嶋農事
- 南鮮水力電気
- 朝鮮有煙炭
- 北鮮開発
- 三和鉱業
- 海南農事
- 東洋雲母鉱業
- 釜山臨港鉄道
- 朝鮮製鉄

- 朝鮮特殊金属
- 北満興業
- 東亜繊維工業
- 裕大合記紡績公司
- 華友製粉
- 南洋林業
- 北支那開発
- 中支那振興
- 海林木材
- 海南産業

## 関連企業・団体
- 朝鮮銀行
- 南満洲鉄道株式会社
- 満洲拓殖公社
- 南洋興発株式会社
- 台湾拓殖
- 海外興業株式会社

## 現存する建築物
- 釜山近代歴史館 - 元釜山支店[15]
- 大連中山広場近代建築群#旧 東洋拓殖大連支店
- 東洋拓殖大田支店 - 国家登録文化財第98号。戦後、民間商用施設として外観、内装共に改装されている。
- 東洋拓殖木浦支店 - 全羅南道記念物第174号。現在、木浦近代歴史館として使用。

## 主な東拓出身者
- 川上常郎 - 元理事、元平安北道長官、大蔵省出身
- 井上孝哉 - 元理事、元内務次官
- 大志摩孫四郎 - 元理事、元南洋拓殖社長
- 岡田信 - 元理事、台湾総督府財務局長、北海道拓殖銀行第六代頭取、満洲興業銀行第二代総裁、大蔵省出身